# Иън Хогланд
Иън Хогланд (на английски: Ian Haugland) е артистичен псевдоним на норвежкия рок музикант, барабанист Ян-Хокан Хауглан (на норвежки: Jan-Håkan Haugland). Роден е на 13 август 1964 г. в Нуррейса, Норвегия. Неговото име е свързано най-вече с шведската рок група „Юръп“, в която свири от 1984 г. През периода 1995 – 2003 г. свири във финландската рок група „Брейзън Абът“.

## Семеен живот
Хогланд живее със семейството си в шведския град Сигтюна. Съпругата му се казва Марита. Имат три деца: Симон, Яни и Линеа.

## Дискография

### С Юръп
- The Final Countdown (1986)
- Out of This World (1988)
- Prisoners in Paradise (1991)
- Start from the Dark (2004)
- Secret Society (2006)

### Други
- Туне Нурум – One of a Kind (1986)
- Балтимор – Thought for Food (1992)
- Niva – No Capitulation (1994)
- Глен Хюз – From Now On... (1994)
- Глен Хюз – Burning Japan Live (1994)
- Trilogy – Lust Provider (1994)
- R.A.W. – First (1995)
- Брейзън Абът – Live and Learn (1996)
- Peter Jezewski – Swedish Gold (1996)
- Брейзън Абът – Eye of the Storm (1997)
- Clockwise – Nostalgia (1997)
- R.A.W. – Now We're Cookin' (1997)
- Брейзън Абът – Bad Religion (1998)
- Clockwise – Naïve (1998)
- Ози Озбърн – Ozzified (1998)
- Brains Beat Beauty – First Came Moses, Now This... (1998)
- Thore Skogman – Än Är Det Drag (1998)
- Candlemass – Dactylis Glomerata (1998)
- Totte Wallin – M M M Blues (och lite country) (1998)
- Николо Коцев – Nikolo Kotzev's Nostradamus (2001)
- Балтимор – The Best of Baltimoore (2001)
- Sha-Boom – FIIIRE!! – The Best of Sha-Boom (2002)
- Брейзън Абът – Guilty as Sin (2003)
- Ласт Отъмн'с Дрийм – Last Autumn's Dream (2003)